# Gentleman (Psy)
Gentleman is een nummer van de Zuid-Koreaan Park Jae-Sang (PSY), afkomstig van zijn album Gentleman, wereldwijd uitgebracht op 12 april 2013. Het nummer was toen verkrijgbaar als download.

## Achtergrond
De Zuid-Koreaanse producer Yoo Gun-Hyung, die ook de productie van Gangnam Style had verzorgd, zorgde voor de productie van het nummer. Het nummer werd opgenomen in 2012. Het nummer werd ook gebruikt als song in de dansgame Just Dance 2014.

### Compositie
Volgens de website The Huffington Post is Gentleman een electropopnummer, terwijl het tijdschrift Time het nummer als K-pop bestempelde.
In het nummer is meer Engels verwerkt dan in Gangnam Style. Het nummer is ook door PSY geschreven.

### Geschiedenis
Gentleman is de opvolger van de hit Gangnam Style, die op het moment dat Gentleman verscheen al 1,5 miljard keer was bekeken. In de eerste 24 uur dat de muziekvideo van Gentleman op YouTube stond, was hij al ruim 19 miljoen keer bekeken.
Oorspronkelijk had PSY een andere titel voor zijn nummer in gedachten, namelijk Assarabia, maar hij leek dat toch niet een heel goed idee te vinden: het lijkt te veel op "Arabia".

## Grafieken
De single debuteerde 48 uur nadat de muziekvideo op YouTube stond op nummer 61 in de UK Singles Chart, en piekte die week daarop op nummer 10. De single debuteerde op 18 april 2013 in het Verenigd Koninkrijk op nummer 8 in iTunes. In de derde week van april 2013 debuteerde en piekte de single op nummer 1 in Zuid Korea, met een verkoopaantal van 429,255 downloads. In verschillende landen piekte de single tevens op nummer 1, maar dan in iTunes. Ook debuteerde het nummer in verschillende landen in iTunes de top 10. Op 16 april debuteerde de single op nummer 12 in de Billboard Hot 100, en piekte die week daarop op nummer 5. Op 20 april 2013 debuteerde het nummer op nummer 20 in de Vlaamse Ultratop 50 lijst. In de Nederlandse Tipparade debuteerde het nummer tevens op 20 april 2013 op nummer 18, in de Single Top 100 op nummer 8, tevens op 20 april. In 40 landen piekte de single op nummer 1 in iTunes.

## Kritisch ontvangst
Gentleman kreeg in het begin gemengde reacties van critici vanwege de aanstekelijke deuntjes van Gentleman. Critici vonden het de vraag of de single net zo populair wordt als Gangnam Style. Digitl Spy gaf het nummer een één op de vijf sterren. About.com gaf de single een 3 op de vijf sterren. Simon Vozick-Levinson van Rolling Stone zei: Het is bijna onmogelijk om nog eens zo'n grote hit als Gangnam Style te creëren.

## Muziekvideo

### Achtergrond en productie
Van 8 april t/m 9 april werd de videoclip van Gentleman gefilmd in verschillende delen van de Zuid-Koreaanse hoofdstad Seoel en in de stad Goyang. De liftscène werd opgenomen in The Grand InterContinental Hotel en de boetiekscène aan het begin werd opgenomen in een filiaal van het oorspronkelijk Italiaanse winkelcomplex 10 Corso Como in Cheongdam-dong, beide in het stadsdistrict Gangnam-gu in Seoel. De basisschool werd gefilmd in Seongdong-gu, en de bibliotheekopnamen werden gemaakt in de Stadsbibliotheek in het stadhuis van Seoel. Enkele dansscènes werden opgenomen bij de Mapobrug. In het Goyangstadion in Goyang kwam de scène met het zwembad tot stand. De videoclip werd geregisseerd door de Zuid-Koreaan Jo Soo-hyun, die eerder voor PSY de videoclip voor Gangnam Style regisseerde.

### Video
Aan het begin van de video loopt PSY met vier bejaarden door de stad. Kort daarna trapt PSY een gele verkeerskegel met daarop de tekst "Verboden te parkeren" weg. In de volgende scène doet PSY met de vier bejaarden inkopen in een boetiek. In de volgende scène danst PSY samen met een andere Koreaanse artiest in een speeltuin. Vervolgens staat PSY bij een loopband, die hij veel te snel laat lopen waardoor de vrouw die erop staat eraf valt. In de scène die daarna komt zie je PSY met een vrouw aan tafel zitten, met de "elevator guy uit Gangnam Style" op de achtergrond, die zijn zelfde dansje uitvoert. Meteen daarna komen we in de video weer een oude bekende tegen uit Gangnam Style, "the yellow suit weirdow". Hij loopt een lift binnen en moet heel nodig naar het toilet, maar als PSY de lift binnenstapt en op alle etageknoppen drukt, lijkt het erop dat hij het in zijn broek doet.
De Zuid-Koreaanse zanggroep Brown Eyed Girls inspireert PSY; de bijhorende dansbewegingen van Gentleman heeft hij van hun single uit 2009 getiteld Abracadabra.

### Kritische ontvangst
De grootste Zuid-Koreaanse omroep, KBS, zond de video niet uit wegens "misbruik van openbare eigendommen", omdat PSY een verkeerskegel omverschopt waarop "Verboden te parkeren" staat.

## Hitnoteringen
| Hitlijst               | Datum van binnenkomst | Hoogste positie | Aantal weken | Laatste notering |
| ---------------------- | --------------------- | --------------- | ------------ | ---------------- |
| Single Top 100         | 20-04-2013            | 8               | 13           | 13-07-2013       |
| Nederlandse Top 40     | 27-04-2013            | 15              | 7            | 08-06-2013       |
| Vlaamse Ultratop 50    | 20-04-2013            | 2               | 12           | 06-07-2013       |
| Vlaamse Radio 2 Top 30 | 27-04-2013            | 9               | 11           | 06-07-2013       |
| Waalse Ultratop 50     | 20-04-2013            | 2               | 13           | 13-07-2013       |
| Australische Top 50    | 28-04-2013            | 15              | 6            | 02-06-2013       |
| Deense Top 40          | 19-04-2013            | 3               | 8            | 07-06-2013       |
| Duitse Top 100         | 27-04-2013            | 12              | 16           | 10-08-2013       |
| Finse Top 20           | 27-04-2013            | 2               | 9            | 29-06-2013       |
| Franse Top 200         | 20-04-2013            | 11              | 18           | 24-08-2013       |
| Nieuw-Zeelandse Top 40 | 22-04-2013            | 10              | 7            | 03-06-2013       |
| Noorse Top 20          | 27-04-2013            | 13              | 6            | 01-06-2013       |
| Oostenrijkse Top 75    | 26-04-2013            | 7               | 19           | 30-08-2013       |
| Spaanse Top 50         | 14-04-2013            | 7               | 10           | 30-06-2013       |
| UK Singles Chart       | 20-04-2013            | 10              | 19           | 24-08-2013       |
| Billboard Hot 100      | 27-04-2013            | 5               | 15           | 03-08-2013       |
| Zweedse Top 60         | 19-04-2013            | 8               | 15           | 26-07-2013       |
| Zwitserse Top 75       | 28-04-2013            | 3               | 17           | 18-08-2013       |

### Nederlandse Top 40
| Hitnotering: 27-04-2013 t/m 08-06-2013 | Hitnotering: 27-04-2013 t/m 08-06-2013 | Hitnotering: 27-04-2013 t/m 08-06-2013 | Hitnotering: 27-04-2013 t/m 08-06-2013 | Hitnotering: 27-04-2013 t/m 08-06-2013 | Hitnotering: 27-04-2013 t/m 08-06-2013 | Hitnotering: 27-04-2013 t/m 08-06-2013 | Hitnotering: 27-04-2013 t/m 08-06-2013 | Hitnotering: 27-04-2013 t/m 08-06-2013 |
| Week:                                  | 1                                      | 2                                      | 3                                      | 4                                      | 5                                      | 6                                      | 7                                      |                                        |
| -------------------------------------- | -------------------------------------- | -------------------------------------- | -------------------------------------- | -------------------------------------- | -------------------------------------- | -------------------------------------- | -------------------------------------- | -------------------------------------- |
| Positie:                               | 16                                     | 15                                     | 15                                     | 22                                     | 31                                     | 32                                     | 39                                     | uit                                    |

### NederlandseSingle Top 100
| Hitnotering: 20-04-2013 t/m 13-07-2013 | Hitnotering: 20-04-2013 t/m 13-07-2013 | Hitnotering: 20-04-2013 t/m 13-07-2013 | Hitnotering: 20-04-2013 t/m 13-07-2013 | Hitnotering: 20-04-2013 t/m 13-07-2013 | Hitnotering: 20-04-2013 t/m 13-07-2013 | Hitnotering: 20-04-2013 t/m 13-07-2013 | Hitnotering: 20-04-2013 t/m 13-07-2013 | Hitnotering: 20-04-2013 t/m 13-07-2013 | Hitnotering: 20-04-2013 t/m 13-07-2013 | Hitnotering: 20-04-2013 t/m 13-07-2013 | Hitnotering: 20-04-2013 t/m 13-07-2013 | Hitnotering: 20-04-2013 t/m 13-07-2013 | Hitnotering: 20-04-2013 t/m 13-07-2013 | Hitnotering: 20-04-2013 t/m 13-07-2013 |
| Week:                                  | 1                                      | 2                                      | 3                                      | 4                                      | 5                                      | 6                                      | 7                                      | 8                                      | 9                                      | 10                                     | 11                                     | 12                                     | 13                                     |                                        |
| -------------------------------------- | -------------------------------------- | -------------------------------------- | -------------------------------------- | -------------------------------------- | -------------------------------------- | -------------------------------------- | -------------------------------------- | -------------------------------------- | -------------------------------------- | -------------------------------------- | -------------------------------------- | -------------------------------------- | -------------------------------------- | -------------------------------------- |
| Positie:                               | 8                                      | 15                                     | 15                                     | 20                                     | 38                                     | 38                                     | 55                                     | 68                                     | 59                                     | 72                                     | 74                                     | 78                                     | 93                                     | uit                                    |

### VlaamseUltratop 50
| Hitnotering: 20-04-2013 t/m | Hitnotering: 20-04-2013 t/m | Hitnotering: 20-04-2013 t/m | Hitnotering: 20-04-2013 t/m | Hitnotering: 20-04-2013 t/m | Hitnotering: 20-04-2013 t/m | Hitnotering: 20-04-2013 t/m | Hitnotering: 20-04-2013 t/m | Hitnotering: 20-04-2013 t/m | Hitnotering: 20-04-2013 t/m | Hitnotering: 20-04-2013 t/m | Hitnotering: 20-04-2013 t/m | Hitnotering: 20-04-2013 t/m | Hitnotering: 20-04-2013 t/m | Hitnotering: 20-04-2013 t/m | Hitnotering: 20-04-2013 t/m | Hitnotering: 20-04-2013 t/m | Hitnotering: 20-04-2013 t/m | Hitnotering: 20-04-2013 t/m | Hitnotering: 20-04-2013 t/m | Hitnotering: 20-04-2013 t/m |
| Week:                       | 1                           | 2                           | 3                           | 4                           | 5                           | 6                           | 7                           | 8                           | 9                           | 10                          | 11                          | 12                          | 13                          | 14                          | 15                          | 16                          | 17                          | 18                          | 19                          | 20                          |
| --------------------------- | --------------------------- | --------------------------- | --------------------------- | --------------------------- | --------------------------- | --------------------------- | --------------------------- | --------------------------- | --------------------------- | --------------------------- | --------------------------- | --------------------------- | --------------------------- | --------------------------- | --------------------------- | --------------------------- | --------------------------- | --------------------------- | --------------------------- | --------------------------- |
| Positie:                    | 20                          | 2                           | 6                           | 14                          | 16                          |                             |                             |                             |                             |                             |                             |                             |                             |                             |                             |                             |                             |                             |                             |                             |

### VlaamseRadio 2 Top 30
| Hitnotering: 27-04-2013 t/m | Hitnotering: 27-04-2013 t/m | Hitnotering: 27-04-2013 t/m | Hitnotering: 27-04-2013 t/m | Hitnotering: 27-04-2013 t/m | Hitnotering: 27-04-2013 t/m | Hitnotering: 27-04-2013 t/m | Hitnotering: 27-04-2013 t/m | Hitnotering: 27-04-2013 t/m | Hitnotering: 27-04-2013 t/m | Hitnotering: 27-04-2013 t/m | Hitnotering: 27-04-2013 t/m | Hitnotering: 27-04-2013 t/m | Hitnotering: 27-04-2013 t/m | Hitnotering: 27-04-2013 t/m | Hitnotering: 27-04-2013 t/m | Hitnotering: 27-04-2013 t/m | Hitnotering: 27-04-2013 t/m | Hitnotering: 27-04-2013 t/m | Hitnotering: 27-04-2013 t/m | Hitnotering: 27-04-2013 t/m |
| Week:                       | 1                           | 2                           | 3                           | 4                           | 5                           | 6                           | 7                           | 8                           | 9                           | 10                          | 11                          | 12                          | 13                          | 14                          | 15                          | 16                          | 17                          | 18                          | 19                          | 20                          |
| --------------------------- | --------------------------- | --------------------------- | --------------------------- | --------------------------- | --------------------------- | --------------------------- | --------------------------- | --------------------------- | --------------------------- | --------------------------- | --------------------------- | --------------------------- | --------------------------- | --------------------------- | --------------------------- | --------------------------- | --------------------------- | --------------------------- | --------------------------- | --------------------------- |
| Positie:                    | 23                          |                             |                             |                             |                             |                             |                             |                             |                             |                             |                             |                             |                             |                             |                             |                             |                             |                             |                             |                             |

## Uitgaven
| Land       | Label                | Datum         | Gegevensdrager |
| ---------- | -------------------- | ------------- | -------------- |
| Zuid Korea | YG Entertainment     | 12 april 2013 | Download       |
| Wereldwijd | School Boy, Republic | 12 april 2013 | Download       |